# Manger, Norge
Manger är en tätort och kyrkby i Alvers kommun i Vestland fylke i västra Norge. Orten ligger vid fylkesväg 525 på ön Radøy. Här finns Mangers kyrka.
Orten har tidigare utgjort centralort i dåvarande Mangers kommun och därefter i dåvarande Radøy kommun i Hordaland fylke.

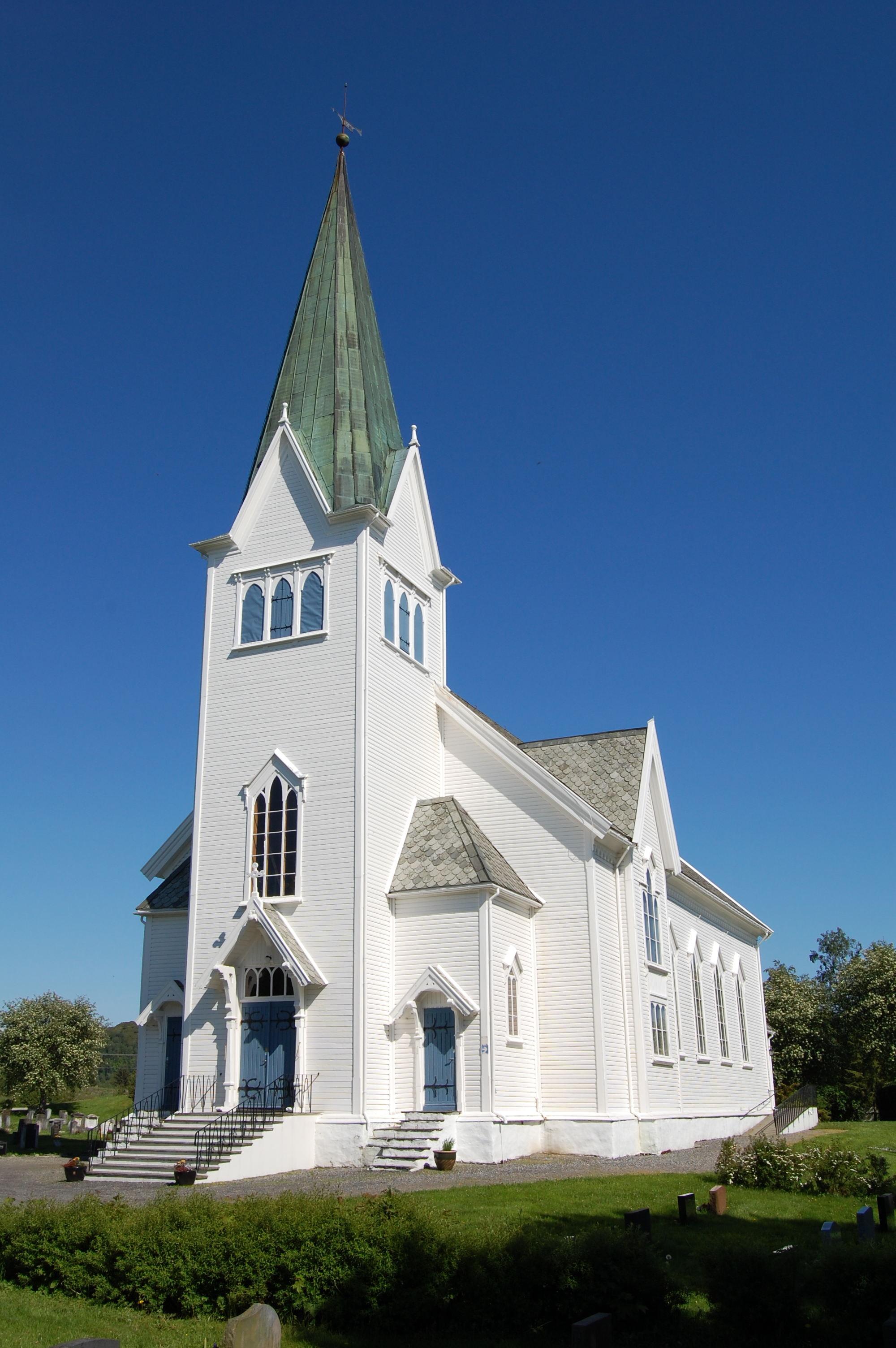
Mangers kyrka.